# Anastatus pipunculi
Anastatus pipunculi is een vliesvleugelig insect uit de familie Eupelmidae. De wetenschappelijke naam is voor het eerst geldig gepubliceerd in 1906 door Perkins.